# Риу-Алб (комуна)
Риу-Алб (рум. Râu Alb) — комуна у повіті Димбовіца в Румунії. До складу комуни входять такі села (дані про населення за 2002 рік):
- Риу-Алб-де-Жос (1128 осіб) — адміністративний центр комуни
- Риу-Алб-де-Сус (620 осіб)

Комуна розташована на відстані 97 км на північний захід від Бухареста, 25 км на північ від Тирговіште, 61 км на південь від Брашова.

## Населення
У 2009 року у комуні проживали 1819 осіб.